# Стаин, Николай Александрович
Никола́й Алекса́ндрович Ста́ин (родился 12 января 1964, Свердловск, РСФСР, СССР) — советский и российский футболист. Играл на позициях защитника и полузащитника.

## Карьера

### Клубная
Николай Стаин — воспитанник ДЮСШ «Уралмаш». За основную команду выступал с 1981 по 1992 год. Начал карьеру во второй лиге чемпионата СССР. В 1990 году вместе с командой пробился в первую союзную лигу, а год спустя, сыграв в сезоне 19 матчей помог своему клубу выйти в Высшую лигу чемпионата России с третьего места. 29 марта 1992 года футболист дебютировал в чемпионате России, отыграв полностью выездной матч против «Факела»
.
Сыграв в первом чемпионате России 19 матчей, Стаин перешёл в клуб Первого дивизиона «Звезда» (Пермь). В 1994 году футболист играл также в первом дивизионе за «Балтику», после чего на протяжении трёх лет выступал за мини-футбольный клуб «Атриум-УПИ» из Екатеринбурга.

### Тренерская
С 2000 по 2005 год Николай Стаин был тренером мини-футбольного клуба «Локомотив-УПИ-ДДТ». В 2009 году работал на аналогичной должности в димитровградском футбольном клубе «Академия». С февраля 2014 года является тренером мини-футбольной команды Уральского федерального университета
.

## Достижения
«Уралмаш»
- Третье место в Первой лиге (1): 1991
- Победитель Второй лиги (2): 1988 (2-я зона), 1990 (зона Центр)
- Второе место во Второй лиге (2): 1987 (2-я зона), 1989 (2-я зона)